# Coxcoapan
Coxcoapan är en ort i Mexiko.   Den ligger i kommunen Catemaco och delstaten Veracruz, i den sydöstra delen av landet, 400 km öster om huvudstaden Mexico City. Coxcoapan ligger 21 meter över havet och antalet invånare är 690.
Terrängen runt Coxcoapan är huvudsakligen kuperad, men norrut är den platt. Coxcoapan ligger nere i en dal. Runt Coxcoapan är det ganska tätbefolkat, med 80 invånare per kvadratkilometer. Närmaste större samhälle är Catemaco, 14,8 km sydväst om Coxcoapan. Trakten runt Coxcoapan består till största delen av jordbruksmark.